# Johann Major
Pour les articles homonymes, voir Major (homonymie).

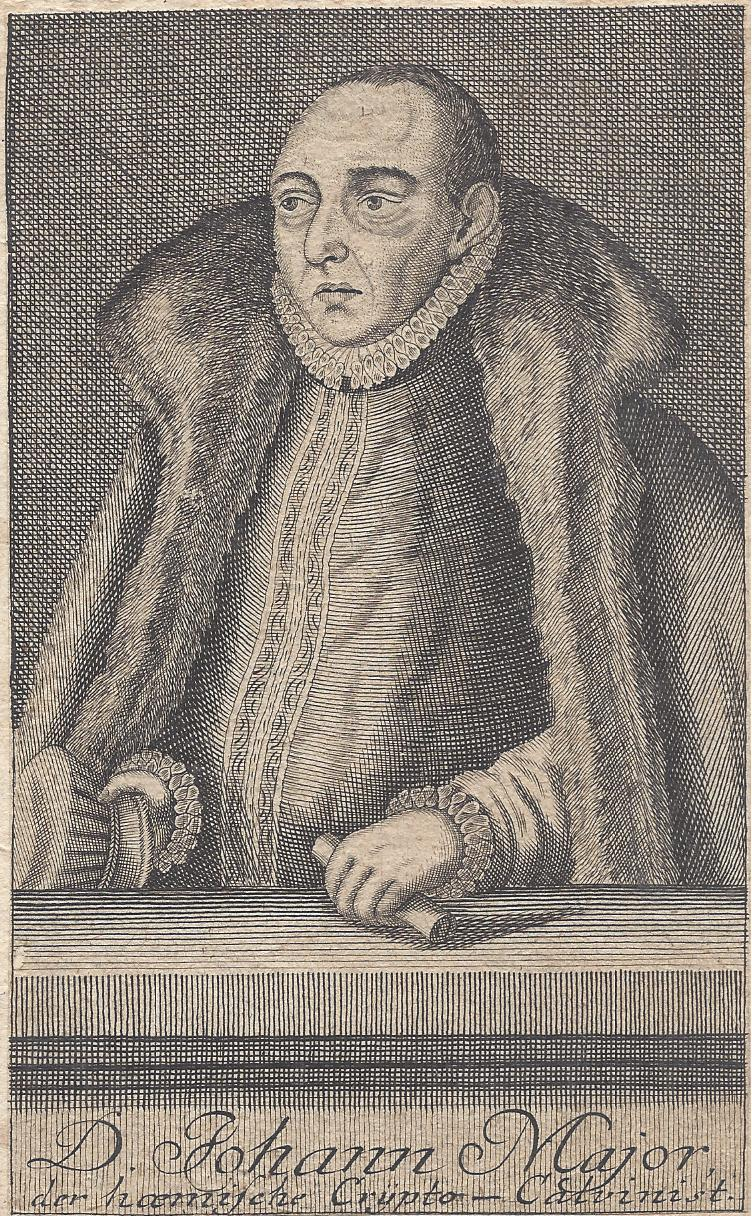
Carl Ludwig Jacobi, portrait de Johann Major dans un livre de 1738

Johann Major (né le 2 janvier 1533 à Saint-Joachimsthal, mort le 16 mars 1600 à Zerbst) est un humaniste, poète et théologien protestant allemand.

## Biographie
Il est le fils de Johann Major, originaire de Franconie, et de Lucia Sarcander, la fille de Johannes Sarcander, châtelain de Haßfurt.
Major est inscrit en 1549 à l'université de Wittemberg et rejoint en 1551 l'université de Leipzig. À son retour à Wittemberg, il obtient le 27 février 1556 le diplôme universitaire de magister et devient professeur à Wurtzbourg. Il est docteur en théologie à l'université de Mayence et est nommé poète lauréat en 1558 à Francfort-sur-le-Main.
En 1560, il revient à Wittemberg en tant que professeur de poétique, où il publie chaque année un grand poème en tant que successeur de Philippe Melanchthon. En tant qu'écrivain, il s'oppose fortement aux gnésio-luthériens puis reste sur la défensive après l'entente en 1577. En 1578, il est démis de ses fonctions à l'université après avoir été accusé d'avoir effectué un parjure et un faux témoignage. Il est emprisonné à Rochlitz puis libéré en 1581 après que son innocence est prouvée, il revient à Wittemberg.
En 1586, il est d'abord exclu pour opposition à la Formule de Concorde puis repris. En raison de ses croyances philippistes, il perd son titre de professeur. De 1591 à 1593, il est emprisonné pour cryptocalvinisme. En 1595, il s'installe à Zerbst après son exclusion de Wittemberg.

## Source de la traduction
- (de) Cet article est partiellement ou en totalité issu de l’article de Wikipédia en allemand intitulé « Johann Major » (voir la liste des auteurs).
- « 606 » dans Johann Heinrich Zedler, Universal Lexicon, vol. 19, Leipzig, 1739 (lire en ligne), p. 336
- (de) Constantin von Wurzbach, « Major, Johann », dans Biographisches Lexikon des Kaiserthums Oesterreich, vol. 16, Vienne, L. C. Zamarski (lire sur Wikisource, lire en ligne), p. 311
- (de) Paul Tschackert, « Major, Johann », dans Allgemeine Deutsche Biographie (ADB), vol. 20, Leipzig, Duncker & Humblot, 1884, p. 111